# Яванский хохлатый орёл
Яванский хохлатый орёл (лат. Nisaetus  bartelsi) — вид хищных птиц из семейства ястребиных (Accipitridae). Подвидов не выделяют. Эндемик индонезийского острова Ява.

## Описание
Орёл средних размеров, длина 56—60 см, размах крыльев 110—130 см. Крылья короткие, закруглённые; хвост длинный; лапы полностью оперены. Половой диморфизм в окраске оперения не выражен. Верхняя часть тела тёмно-коричневая. Голова каштанового цвета с желтовато-коричневым затылком и чёрной макушкой. Гребень на голове состоит из 2—4 длинных (до 12 см) чёрных перьев с белыми кончиками. Гребень постоянно находится в вертикальном положении. Радужная оболочка ярко-жёлтая. Клюв от тёмно-серого до чёрного цвета с серой каймой. Горло кремово-белого цвета с тёмно-коричневым окаймлением и со срединной чёрной полосой. Грудь и нижняя часть тела беловатые с тёмно-коричневыми каплевидными отметинами и полосками каштанового цвета. Верхняя сторона хвоста тёмно-коричневая с четырьмя чёрными полосами и тонкой белой конечной полосой. Нижняя сторона хвоста серовато-охристая с четырьмя коричневыми полосами и белым краем. Лапы беловатые с узкими тёмно-коричневыми полосками; ступни жёлтые, а когти чёрные. Молодые особи имеют более светлую окраску. Нижняя часть тела рыжеватая без полос и пестрин. Голова красноватого цвета. Полосы на хвосте менее заметны. Взрослое оперение приобретается только на пятом году жизни после ряда промежуточных линек.

## Вокализация
Яванские хохлатые орлы довольно молчаливы вне сезона размножения. При парении крики этих орлов описываются как серия высоких «kee..hee» или «ee-eeew». Также издают более грубые шипящие низкие звуки «tsee...tsee». Самки оповещают о своём приближении к гнезду свистом, который заканчивается резкой нотой.

## Места обитания
Естественной средой обитания являются тропические влажные леса, переменно-влажные тропические леса, вторичные леса и посадки в западной части острова Ява; предпочитают местности со скалистыми склонами и высоким растительным покровом. Встречаются от уровня моря до высоты 2000 метров над уровнем моря, чаще на высотах 500—1000 м. Средний размер кормовой территории составляет около 400 га.
Молодые и неполовозрелые особи намного чаще регистрируются в открытых и нарушенных местах обитания, чем взрослые особи. Т.е. молодь расселяется за пределы своей естественной территории в различные типы местообитаний, включая, казалось бы, неподходящие типы. По мере взросления особи постепенно перемещаются в места обитания, более подходящие в качестве территории размножения.

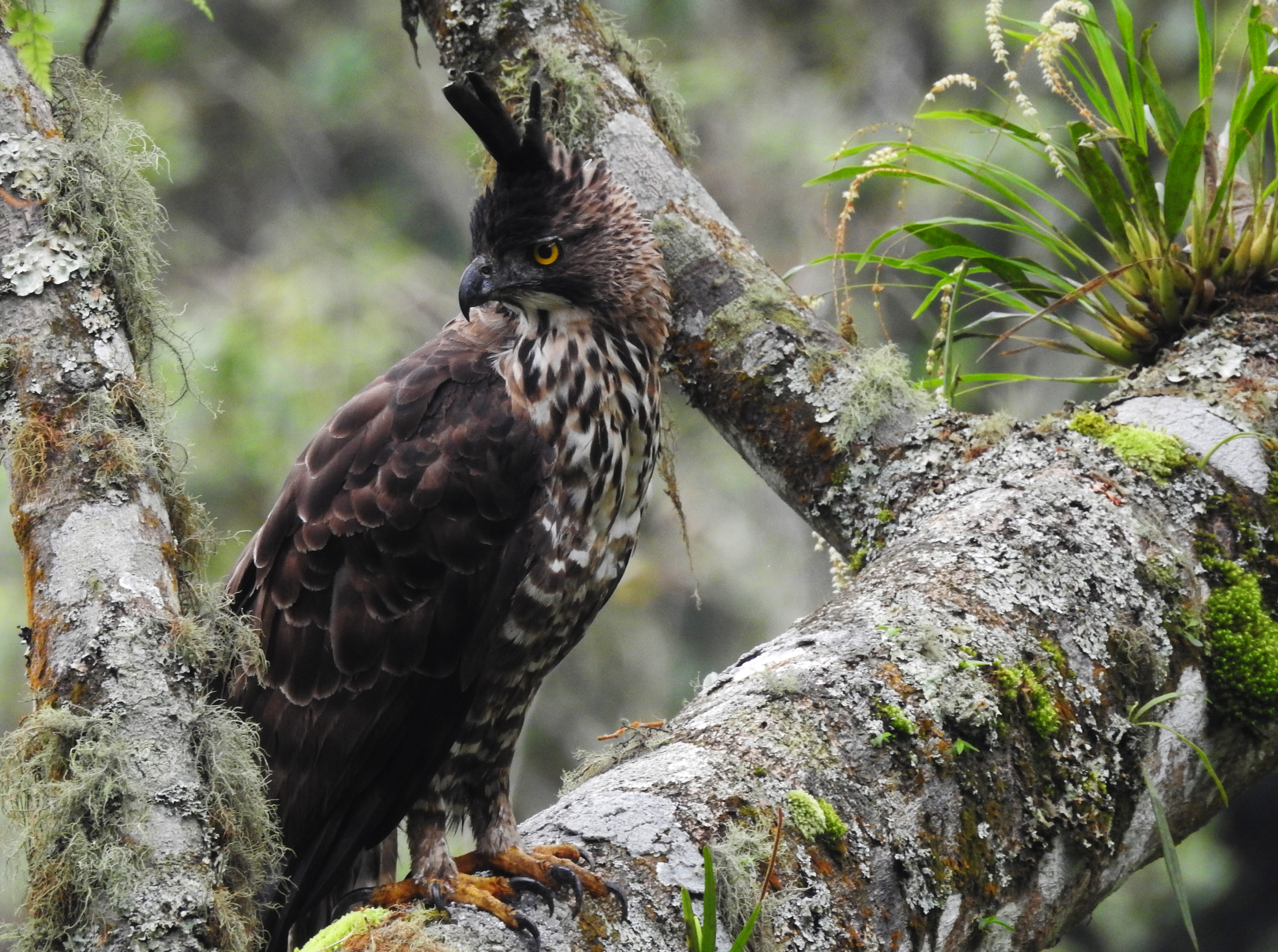
Яванский ястребиный орёл на присаде

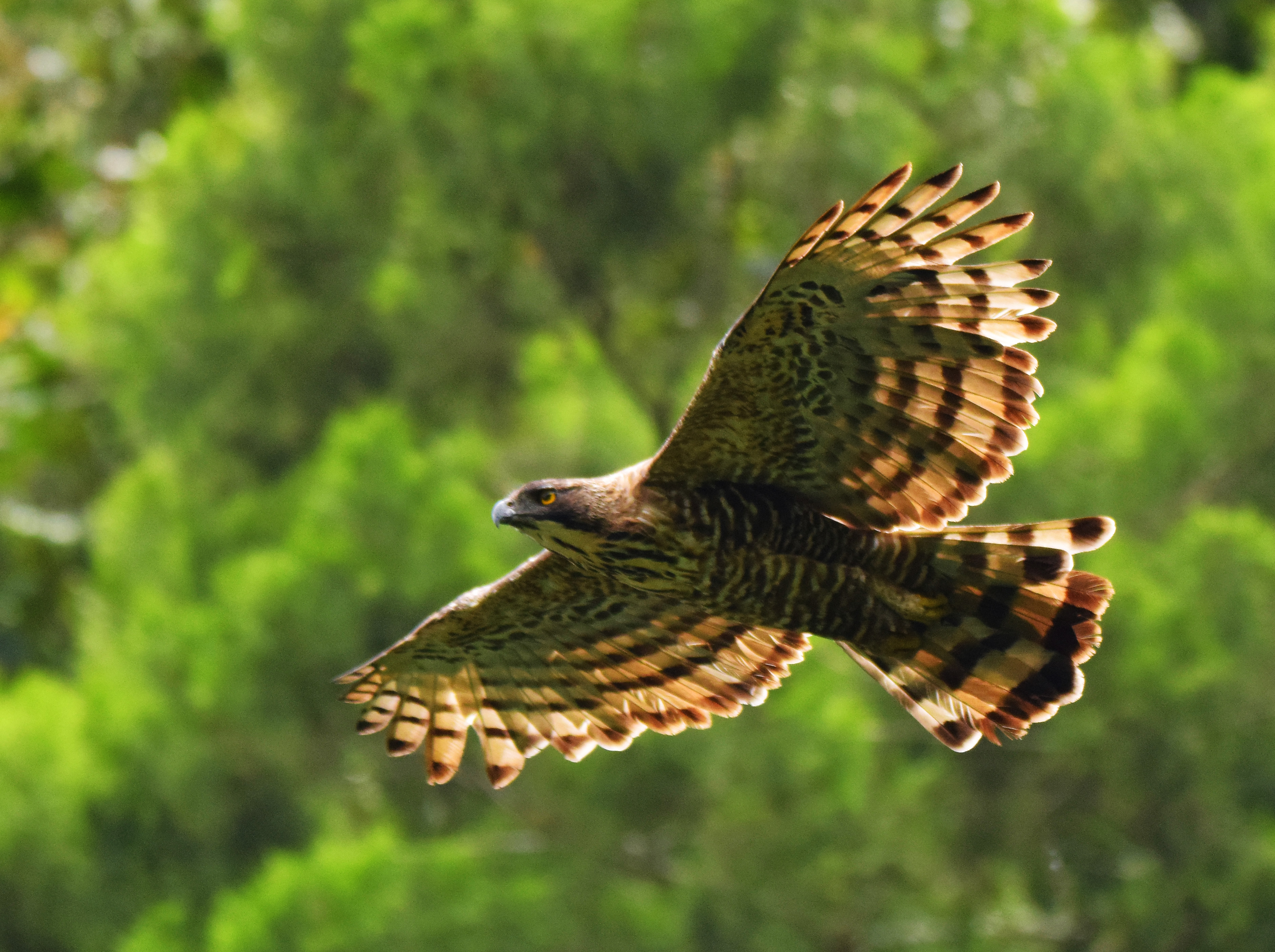
Яванский ястребиный орёл в полёте

## Питание

### Способ охоты
Яванский ястребиный орел обладает очень острым зрением, которое преимущественно использует для охоты. Основной вариант охоты заключается в том, чтобы тихо расположиться на скрытой присаде и поджидать добычу с поднятым гребнем. Когда добыча приближается, яванский ястребиный орел внезапно нападает. Если через некоторое время добыча не будет обнаружена, он взлетает и перемещается на присаду на соседнем дереве примерно в 10—20 метрах от первого. Иногда он ныряет с верхнего насеста, затем садится на ветку, с которой открывается широкий обзор, и наблюдает за передвижением добычи. Яванский ястребиный орел редко охотится в полете. Он парит низко над пологом леса или открытой местностью и следит за передвижением добычи. После обнаружения добычи он нападает на неё на дереве или на земле.

### Рацион
Яванский ястребиный орел охотится на различных животных разного размера, включая млекопитающих, птиц и рептилий. Наиболее часто охотится на млекопитающих. Размеры добычи варьировались от крыс (Rattus sp.) до молодых обезьян и малых олёньков (Tragulus javanicus). Наиболее часто в погадках встречались представители следующих семейств: беличьи (Sciuridae), тупайевые (Tupaidae), мышиные (Muridae) и рукокрылые (Chiroptera). Птицы встречались намного реже. Зарегистрированы следующие таксоны: краснобрюхая кустарниковая куропатка (Arborophila javanica), полосатая трёхпёрстка (Turnix suscitator), изумрудный голубь (Chalcophaps indica), горлицы (Streptopelia sp.), яванский лягушкорот (Batrachostomus javensis), зелёные дятлы (Picus sp.) и настоящие бюльбюли (Pycnonotus sp.). Рептилии были самой редкой добычей, среди них несколько неустановленных видов змей и ящериц, в том числе сцинков (Scincidae).

## Размножение
Яванский ястребиный орёл моногамен. Размножение может происходить в любое время года, но обычно в период с января по июль. Гнездо диаметром около 1 м и глубиной 35—40 см располагается на большой ветке или в развилке ветвей большого дерева на высоте 20—40 м от земли. Сооружается из палок и сухих веток и выстилается свежими ветками и листьями. Могут повторно использовать старое гнездо (или то же дерево) в следующий сезон размножения. Кладка состоит из одного яйца. Размер яйца 60—79 х 2—5 мм, масса около 6 г. Насиживается преимущественно самкой в течение 47±1 дн. В это время самец охраняет гнездо и приносит самке добычу. Птенцы оперяются в возрасте 60—70 дней. После оперения птенец остаётся рядом с гнездом в течение двух месяцев. Неполовозрелые особи остаются на территории родителей более одного года и в следующий сезон размножения помогают родителям охранять гнездо и птенцов. Яванский ястребиный орёл достигает половой зрелости в возрасте трех—четырех лет.